# کیارا ادوانی
کیارا ادوانی (انگلیسی: Kiara Advani؛ زادهٔ ۳۱ ژوئیهٔ ۱۹۹۲
banmankhi purnea) هنرپیشه اهل هند است. او از سال ۲۰۱۴ میلادی تاکنون مشغول فعالیت بوده‌است. از فیلم‌هایی که در آن نقش داشته می‌توان به فاگلی (Fugly) و دونی اشاره کرد.

## فیلم‌شناسی
فهرست برخی از فیلم‌هایی که کیارا ادوانی در آن‌ها به ایفای نقش پرداخته‌است:
- فاگلی
- دونی
- رسوایی
- من بارات
- خبر خوب
- وینایا ویدهیا راما
- گناهکار
- کبیر سینگ
- داستان شهوت
- بمب لاکسمی
- شیرشاه
- هزار تو ۲
- شاد زندگی کن
- شیرشاه
- ماشین
- اسم من گویندا است
- ساتیاپرم کی کاتا